# А-акции
А-акции (кит. A股) — акции, котирующиеся в юанях на Шанхайской и Шэньчжэньской фондовых биржах. Некоторые акции этих двух материковых бирж Китая, известные как Б-акции, котируются в иностранной валюте. В общем, иностранцы не могут прямо инвестировать в А-акции из-за ограничений Китайского правительства; точнее, крупным иностранным компаниям разрешено Китайским правительством покупать А-акции так, как они хотят, а потом переводить их на другие рынки как ETF.